# Ophiozonella novaecaledoniae
Ophiozonella novaecaledoniae är en ormstjärneart som beskrevs av Vadon 1990. Ophiozonella novaecaledoniae ingår i släktet Ophiozonella och familjen Ophiolepididae. Inga underarter finns listade i Catalogue of Life.